# Wemaers-Cappel
Wemaers-Cappel é uma comuna francesa na região administrativa de Altos da França, no departamento do Norte. Estende-se por uma área de 4.13 km². Em 2010 a comuna tinha 253 habitantes (densidade: 61,3 hab./km²).